# Ignazio Salaris
Ignazio Salaris (Bortigali, 11 aprile 1892 – Monte Sief, 21 maggio 1916) è stato un militare italiano, decorato con la Medaglia d'oro al valor militare alla memoria nel corso della prima guerra mondiale.

## Biografia
Penultimo di cinque figli, era nato da Raffaele (1835-1902, Procuratore) e da Virginia Corti. Già da bambino dimostrò un'intelligenza sveglia e ottenne buoni risultati a scuola, facendo nascere nei genitori l'idea di fargli proseguire gli studi. Speranza purtroppo vanificata dalla prematura morte del padre, che lasciò la famiglia numerosa in condizioni disagiate. Dopo qualche anno, ormai adolescente, per alleggerire la famiglia di una bocca da sfamare, ed allo stesso tempo contribuire al bilancio familiare, raccolse l'invito di uno zio materno e andò a lavorare a Nuoro come garzone di un negozio. Ma non aveva mai abbandonato l'idea di conseguire un titolo di studi. Per un certo periodo si mise a studiare nei ritagli di tempo, poi, messo da parte qualche risparmio, abbandonò il lavoro, ottenne con lezioni private l'ammissione alle scuole normali e, nel gennaio 1912, conseguì brillantemente il diploma presso l'Istituto Magistrale di Nuoro. Subito dopo decise di arruolarsi volontario nell'Regio Esercito e, nel dicembre dello stesso anno, iniziò il corso per allievi ufficiali. Nel gennaio 1914 venne nominato sottotenente di complemento ed il 14 febbraio seguente fu assegnato al 45º Reggimento fanteria della Brigata Reggio.
Il 45º Reggimento fanteria fu uno dei primi ad essere richiamato in zona di guerra e costituì, tra l'altro, uno dei "serbatoi" per la prima formazione della Brigata Sassari. Il 21 ottobre 1915 venne nominato tenente ed, il giorno seguente, a Lagazuoi, mentre col suo plotone cercava di distruggere i reticolati avversari, fu ferito alla spalla destra. Fasciatosi alla meglio, continuò a combattere, procedendo alla distruzione dei reticolati. Questo episodio gli valse la medaglia d'argento al valor militare. Rientrato da una breve licenza a Bortigali nell'inverno del 1916, tornò al fronte, sempre nei monti del Trentino e del Veneto.
Il 21 maggio l'azione per la conquista del Monte Sief (2.425 m s.l.m.) era affidata al 46º Reggimento fanteria, ma vi partecipava anche un reparto di arditi del 45º Reggimento, da lui comandato, col compito di aprire un varco nei reticolati nemici. I reparti, già decimati, iniziavano a dare segni di scoramento ed egli, benché ferito gravemente, dopo una veloce medicazione tornò tra i suoi soldati, incitandoli alla conquista della posizione, finché una scheggia di granata non arrestò il suo slancio, colpendolo mortalmente. Questo episodio gli valse la concessione della medaglia d'oro al valor militare alla memoria.
Le sue spoglie si trovano attualmente nel Sacrario militare di Pian di Salesei. A suo nome sono intitolate, nel paese natale, le Scuole Elementari (sulla facciata del vecchio edificio campeggiano ancora la grande scritta in lettere di porcellana e la lapide con la motivazione della medaglia d'oro) ed una via del centro storico. Anche la città di Nuoro gli ha dedicato una via.